# TONIGHT,TONIGHT,TONIGHT
「TONIGHT,TONIGHT,TONIGHT」（トゥナイト・トゥナイト・トゥナイト）は、日本のロックバンド、BEAT CRUSADERSのシングルおよび楽曲である。2006年9月6日、デフスターレコーズよりリリース。

## 概要
- メジャー4枚目、バンドとしては通算9枚目のシングルである。
- テレビ東京系アニメ『BLEACH』オープニングテーマ（2006年4月 - 2006年9月）。
- 初回生産限定盤（4曲入り）と通常盤（2曲入り）の2形態で発売された。また、通常盤の初回特典には『BLEACH』ワイドキャップステッカーが封入された。
- PVには木村カエラが出演している。また、同日発売の彼女のシングル「TREE CLIMBERS」のPVにはBEAT CRUSADERSが出演している。また、本曲のPVはSPACE SHOWER Music Video Awards '07 BEST ROCK VIDEOを受賞した。
- 発売当時、「（この曲の）着うたが100万ダウンロードでお面をはずす」という企画を、一定期間を設けて行った。結果は15万ダウンロードで、お面を外すに至らなかった。
- 『太鼓の達人9』に収録された。

## 収録曲
全編曲：BEAT CRUSADERS
1. TONIGHT,TONIGHT,TONIGHT (2:48) 　作詞：ヒダカトオル　作曲：BEAT CRUSADERS
  - テレビ東京系アニメ『BLEACH』オープニングテーマ（2006年4月4日 - 9月19日放送分）。
  - メジャー2枚目のアルバム『EpopMAKING -Popとの遭遇-』にも収録されている。
2. I WANNA GO TO THE DISKO (4:04) 　作詞：クボタマサヒコ・ヒダカトオル　作曲：BEAT CRUSADERS
  - 詞はクボタとヒダカの共作。メジャーデビュー後のバンドにとってメンバー共作の曲はこの曲が初である。
  - カトウタロウがメインボーカルをとっている。サビはヒダカが歌っている。
3. E.C.D.T. (1:37) 　作詞・作曲：ヒダカトオル
  - 初回盤ボーナストラック。曲はLASTRUM時代のリメイクである。
  - デビュー曲。現在でもライブで頻繁に演奏される曲である。
4. EVERYBODY HATES MY GUITAR SOUND (4:34) 　作詞：ヒダカトオル　作曲：BEAT CRUSADERS
  - 初回盤ボーナストラック。この曲の製作時期は古く、BEAT CRUSADERS結成するよりも前であり、ヒダカがかつて活動していたバンドPESELA-QUESELA-INのメンバーだった当時から存在する楽曲。[1]